# 잠바티스타 데 쿠르티스
잠바티스타 데 쿠르티스(Giambattista de Curtis, 1860년 7월 20일 ~ 1926년 1월 15일)는 이탈리아의 화가이자 시인으로, 오늘날에는 그의 노래 가사로 기억된다.

## 생애
나폴리의 귀족 가문에서 태어난 데 쿠르티스는 프레스코 화가 주세페 데 쿠르티스와 그의 아내 엘리사베타 민논의 장남이었으며, 작곡가 사베리오 메르사단테의 증손자였다. 그는 아버지에게서 배운 그림에 처음 관심을 보였고, 그 실력은 "현대의 살바토르 로사"라고 불릴 정도로 뛰어났다. 그는 시와 연극 작품, 대중가요 가사를 쓰는 만능 예술가였으며, 조각가이기도 했다. 나폴리 노래에 대한 그의 사랑은 당시 가리발디 거리의 데 쿠르티스 가문 저택에 하숙하던 작곡가 빈첸초 발렌테와의 협업으로 이어졌다. 사실 발렌테는 1889년 그의 첫 노래 "A Pacchianella"에 곡을 붙였고, 이듬해에는 데 쿠르티스의 또 다른 가사 "Muglierema come fa?"에 곡을 붙였다. 1890년에는 "'I Pazziava"가, 1894년에는 "Ninuccia"가 뒤따랐고, 1895년에는 "Tiempe Felice"가 나왔다. 데 쿠르티스는 노래와 시를 계속 썼지만, 그에게는 그저 시간을 보내는 방법 이상은 아니었던 것으로 보인다.

데 쿠르티스는 소렌토에 대한 큰 사랑을 느꼈는데, 1891년부터 1910년까지 매년 6개월을 당시 시장이었던 굴리엘모 트라몬타노의 그랜드 호텔에서 보냈다. 그곳에서 1892년 그는 자신의 가장 유명한 노래인 "Duorme Carmè'"에 영감을 준 카르멜라 마이오네를 만났다. 그녀는 트라몬타노의 소작농의 딸로 푸오리무라에 살았다. 전해지는 바에 따르면, 노래의 주제는 두 사람이 호텔 로비에서 나눈 대화에서 비롯되었다. 데 쿠르티스가 소녀에게 평소 무엇을 하느냐고 묻자, 그녀는 "잠을 잔다"고 답했다. 이것이 데 쿠르티스에게 노래를 쓰도록 영감을 주었고, 후렴구는 다음과 같이 시작한다. 
Duorme Carmè:
‘o cchiù bello d’ ’a vita è ‘o ddurmì… [인생에서 가장 좋은 것은 잠을 자는 것이다]
이것은 그의 작업 방식의 전형이었다. 노래 가사를 작곡할 때 그는 종종 자신이 겪었던 어떤 만남으로부터 영감을 받았다. 실제로 데 쿠르티스는 호기심 많고 상냥한 사람으로 알려져 있었고, 매력적인 여성에게 칭찬을 아끼지 않았다. 그는 많은 여성에게 구애했고, 종종 자신의 가사를 그들에게 헌정하기도 했다. 그럼에도 불구하고, 그는 1910년이 되어서야 결혼했는데, 50세의 나이에 거의 20년 간의 약혼 끝에 카롤리나 스코냐밀리오와 결혼했다.
트라몬타노와 데 쿠르티스는 절친한 친구였고, 시장은 그에게 호텔 방 일부를 프레스코화로 장식하도록 고용했다. 그는 또한 그곳에서 몇몇 캔버스화를 그렸고, 시와 노래를 썼다. 이 중에는 유명한 노래 "돌아오라 소렌토로"도 포함되어 있는데, 1902년 이탈리아의 총리 주세페 자나르델리가 호텔에 머물면서 탄생했다고 전해진다. 트라몬타노는 데 쿠르티스와 그의 형제인 에르네스토에게 그 정치가를 기리는 노래를 써달라고 요청했다. 최근 연구에 따르면 이 노래는 단순히 그 행사를 위해 재작업되었을 수도 있다. 가족 서류에 따르면 형제들은 1894년에 이탈리아 작가 및 편집자 협회에 사본을 등록했는데, 이는 그들이 노래를 썼다고 주장한 해보다 8년 전이다.
데 쿠르티스 형제의 예술적 연합은 1897년 "'A primma vota"의 출판을 시작으로 다른 결실을 맺었다. 에르네스토가 1920년 미국으로 이주한 후에도 계속되었고, 그 후 두 사람은 편지로 협업을 이어나갔다. 그들의 다른 노래 중에는 1902년에 출판되어 에르네스토의 새 아내 아말리아 루소에게 헌정된 "Amalia"가 있었다. 1911년 형제는 "Lucia Lucì (I' m'arricordo 'e te)"라는 노래로 또 다른 성공을 거두었다.

데 쿠르티스는 1916년 보메로 지구로 이사하여 비아 루카 지오르다노에 있는 빌라 플로리디아나 옆에 살았다. 그는 1926년 1월 진행성 마비로 사망할 때까지 작곡, 작사, 그림을 계속했다. 그가 사망한 지 며칠 후 에르네스토의 편지가 그의 집에 도착했다. 편지에는 이렇게 쓰여 있었다.
사랑하는 지암바티스타에게, 지난달에 보내주신 노래에 대한 악보를 동봉합니다. 마음에 드시기를 바랍니다.